# Russell Brand

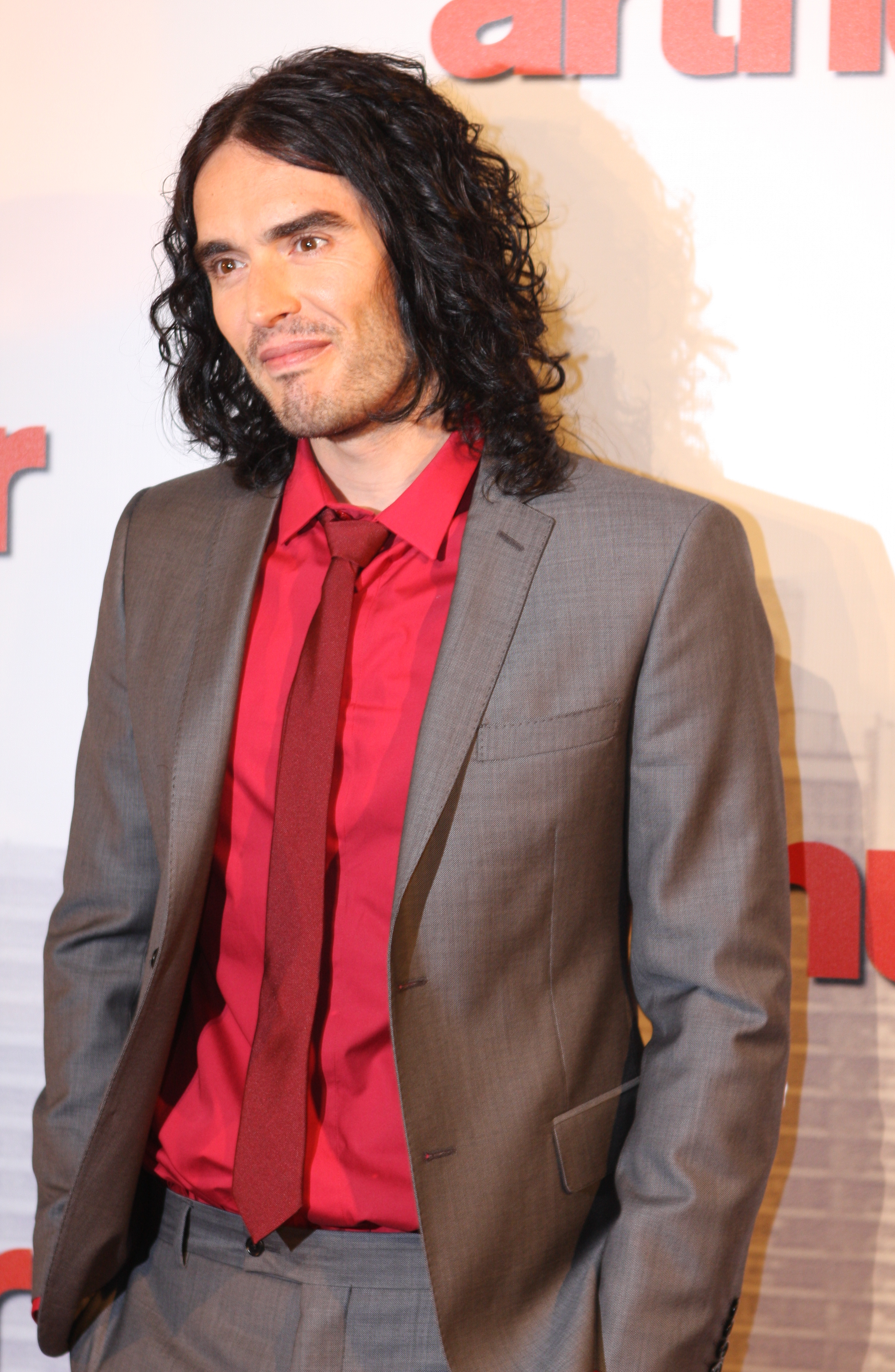
Russell Brand (2011)

Russell Edward Brand (* 4. Juni 1975 in Grays, England) ist ein britischer Komiker, Moderator, Sänger, Schauspieler, Autor und politischer Aktivist.

## Werdegang

### Jugend und Ausbildung
Russell Edward Brand wurde im Orsett Hospital in Grays (Essex) geboren. Er ist das einzige Kind von Barbara Elizabeth (geb. Nichols) und dem Fotografen Ronald Henry Brand. Brands Eltern trennten sich, als er sechs Monate alt war. Er wurde von seiner Mutter aufgezogen. Als Brand acht Jahre alt war, wurde bei seiner Mutter Gebärmutterkrebs und ein Jahr später Brustkrebs diagnostiziert. Während der Behandlung lebte Brand bei Verwandten. Als er 14 Jahre alt war, erkrankte er an Bulimie. Als er 16 Jahre alt war, verließ er sein Elternhaus wegen Meinungsverschiedenheiten mit dem Partner seiner Mutter. Brand begann illegale Drogen wie Cannabis, Amphetamine, LSD und Ecstasy zu konsumieren. Brand wurde von einem Hauslehrer sexuell missbraucht. Brand sagt, er habe eine „eigenartige Beziehung“ zu seinem Vater gehabt, den er  nur sporadisch gesehen habe und der ihn als Teenager während einer Reise nach Thailand zu Prostituierten mitgenommen habe. Sein Theaterdebüt gab Brand im Alter von 15 Jahren in einer Schulaufführung von Bugsy Malone und begann dann als Filmstatist zu arbeiten. Brand besuchte die Schule in Grays und wurde 1991 an der Londoner Schauspielschule Italia Conti Academy of Theatre Arts angenommen; er erhielt ein Stipendium für das erste Studienjahr vom Essex County Council. Nach seinem ersten Jahr an der Italia Conti Academy wurde Brand wegen illegalen Drogenkonsums und mangelnder Anwesenheit ausgeschlossen.

### Karriere

#### Schauspieler und Moderator
Russell Brands Karriere als Schauspieler begann 1994, als er unter anderem in einigen Folgen der Serie Mud des britischen Kindersenders CBBC zu sehen war. Später begann er, als Stand-up-Comedian zu arbeiten. 2000 wurde er von MTV engagiert, wo er bis September 2001 eine Show moderierte. Er wurde entlassen, als er nach den Anschlägen vom 11. September in einer Osama-bin-Laden-Verkleidung bei der Arbeit erschien. Eine anschließende Anstellung bei dem Radiosender Xfm verlor er, nachdem er während einer Sendung aus pornographischen Schriften vorgelesen hatte. Ab 2004 moderierte er Big-Brother-Begleitsendungen für den Digitalsender E4.
Im Jahre 2006 wurde er für sein Stand-up-Programm als bester Newcomer bei den British Comedy Awards ausgezeichnet. Im selben Jahr moderierte er die NME Awards. Er erhielt seine eigene kurzlebige Talkshow auf Channel 4, The Russell Brand Show. Ab November 2006 war er im Radioprogramm der BBC zu hören. Brand war 2007 einer der Moderatoren der Live-Earth-Konzerte in London. Im selben Jahr veröffentlichte er das autobiographische Buch My Booky Wook, in dem er unter anderem über seine Heroinsucht schrieb und das mit rund 600.000 verkauften Exemplaren ein Bestseller wurde. 2010 erschien die Fortsetzung Booky Wook 2.
2008 startete er seine Karriere in den Vereinigten Staaten: Er war in der Hollywood-Komödie Nie wieder Sex mit der Ex zu sehen, moderierte die MTV Video Music Awards in Los Angeles, wo er durch die Bezeichnung des amerikanischen Präsidenten George W. Bush als „zurückgebliebener Cowboy“ (im Original: retarded cowboy) Aufmerksamkeit erregte, und hielt ein einstündiges Stand-up-Special auf Comedy Central. Er moderierte 2009 erneut die MTV Video Music Awards (VMAs) in New York.
Im Oktober 2008 verließ er die BBC, nachdem ein gemeinsamer Auftritt mit Jonathan Ross in Brands Radioshow für öffentliche Empörung gesorgt hatte. Brand und Ross hatten dem Schauspieler Andrew Sachs, mit dem ein Telefoninterview verabredet gewesen war, mehrere Nachrichten auf dem Anrufbeantworter hinterlassen, in denen sie sich unter anderem über Brands sexuelle Beziehung zu Sachs' Enkelin Georgina Baillie ausließen, was dank ausgiebiger Berichterstattung durch britische Medien 42.000 Beschwerden an die BBC generierte. Seit seinen Filmen Nie wieder Sex mit der Ex und Männertrip ist Brand unter dem Namen „Aldous Snow“ als Sänger in der Filmrockband Infant Sorrow aktiv.

#### Aktivist auf YouTube
Brand startete im Februar 2014 seinen eigenen YouTube-Kanal The Trews: True News with Russell Brand, in der er „die Nachrichten wahrheitsgemäß, spontan und mit großem Risiko für seine persönliche Freiheit analysiert.“ Neben der Nachrichtenanalyse hat er regelmäßig Gäste in der Sendung, darunter Wirtschaftsanalysten, Journalisten und Aktivisten. Bis Ende des Jahres 2014 wurden bereits mehr als 200 Episoden auf dem Kanal veröffentlicht.
Während der COVID-19-Pandemie verzeichnete Brands YouTube-Kanal einen starken Aktivitätsanstieg und einen Richtungswechsel hin zu Pandemie-Leugnung und Verschwörungstheorien, was zu einem sprunghaften Popularitätschub führte mit 6,5 Millionen Abonnenten und mehr als eine Milliarde Zugriffen. Brands wöchentliche Zugriffe stiegen von einem wöchentlichen Tiefstand von weniger als 500.000 im November 2020 auf etwa 14,5 Millionen wöchentliche Aufrufe im März 2022. Im September 2021 verbreitete Brand Anleitungen, wie COVID-19-Sicherheitsmaßnahmen für Besucher seiner Tournee umgangen werden können. Im Oktober 2021 begann YouTube zu prüfen, ob Brands Videos gegen Youtubes COVID-19-Impfstoffrichtlinien verstoßen. Er wurde in der Presse beschuldigt, sich der Anti-Vax-Bewegung anzubiedern und pro-russische Verschwörungstheorien in Bezug auf den Russisch-Ukrainischen Krieg zu verbreiten. Elon Musk verteidigte Brand gegen Medienkritik auf Twitter und sagte: „Bei so vielen Mainstream-Medienunternehmen, die sagen, @rustyrockets sei verrückt / gefährlich, habe ich mir einige seiner Videos angesehen. Ironischerweise schien er ausgeglichener und einfühlsamer zu sein als diejenigen, die ihn verurteilten! Beunruhigender ist das Gruppendenken unter den großen Medienunternehmen. Es sollte mehr Dissens geben.“
Als Youtube im September 2022 eines seiner Videos unter Berufung auf seine Richtlinien zu medizinischen Fehlinformationen entfernte, verlegte er seinen Kanal auf Rumble, wo er die neue tägliche Live-Show Stay Free with Russell Brand startete.

### Privatleben
Russell Brand war ab 2009 mit der US-amerikanischen Sängerin Katy Perry liiert und heiratete sie 2010 im indischen Rajasthan. Ende 2011 gab er ihre Trennung wegen „unüberbrückbarer Meinungsverschiedenheiten“ bekannt.
Nach eigener Aussage habe Brand seit seinem 14. Lebensjahr kein Fleisch mehr gegessen und ernähre sich vollständig vegetarisch, seit 2011 vegan. Brand praktiziert Yoga und Transzendentale Meditation (TM). Letztere sei ein wichtiger Teil seines Lebens, so fühle er „zweimal täglich die Glückseligkeit des Göttlichen ... Ich verbinde mich mit einem grenzenlosen Bewusstsein, welches keine spürbare Beziehung zu meinen Gedanken, Ängsten oder Begierden hat.“ Er setzt sich für die David Lynch Foundation ein, die TM an Schulen oder unter Kriegsveteranen verbreitet.

### Missbrauchsvorwürfe
Im Jahr 2006 bezichtigte die Sängerin Dannii Minogue Brand öffentlich der sexuellen Belästigung, nachdem sie in seiner TV-Show aufgetreten war. Im September 2023 wurde er nach Recherchen der Sunday Times und Channel 4 von vier Frauen der Vergewaltigung, sexueller Übergriffe und emotionalen Missbrauchs zwischen 2006 und 2013 beschuldigt; in einem Video bestreitet er die Vorwürfe.
Im April 2025 wurde Brand in England für Vorwürfe von Taten zwischen 1999 und 2005 angeklagt, die vier Frauen betreffen. Nach Polizeiangaben wird Brand auch eine Vergewaltigung 1999 in Bournemouth vorgeworfen. 2001 soll er im Londoner Stadtteil Westminster eine Frau unsittlich berührt, drei Jahre später dort eine weitere Frau oral vergewaltigt und sexuell missbraucht haben. Zudem wird ihm ein weiterer sexueller Übergriff in Westminster zwischen 2004 und 2005 zur Last gelegt.

## Filmografie (Auswahl)
- 2006: Penelope
- 2007: Die Girls von St. Trinian (St. Trinian’s)
- 2008: Nie wieder Sex mit der Ex (Forgetting Sarah Marshall)
- 2008: Bedtime Stories
- 2010: Männertrip (Get Him to the Greek)
- 2010: Ich – Einfach unverbesserlich (Despicable Me, Sprechrolle)
- 2010: The Tempest – Der Sturm (The Tempest)
- 2011: Hop – Osterhase oder Superstar? (Hop, Sprechrolle)
- 2011: Arthur
- 2011: Big Time Rush (Fernsehserie, 2 Folgen)
- 2012: Rock of Ages
- 2013: Ich – Einfach unverbesserlich 2 (Despicable Me 2, Sprechrolle)
- 2016: Trolls (Stimme)
- 2016: Army of One
- 2020: Vier Kids und der magische Sandelf (Four Kids and It)
- 2022: Tod auf dem Nil (Death on the Nile)
- 2022: Catherine Called Birdy
- 2023: Angespült – Ein Krabbenteuer (Under the Boardwalk) (Stimme)

## Buchveröffentlichungen (Auswahl)
- My Booky Wook. London: Hodder & Stoughton 2007. ISBN 978-0-340-93615-3
- Booky Wook 2: This Time It’s Personal. London: HarperCollins 2010. ISBN 978-0-00-729882-2.
- Revolution. London: Century 2014. ISBN 978-1-101-88291-7
  - Revolution. Anleitung für eine neue Weltordnung. München: Heyne 2015. ISBN 978-3-453-26991-0